# YBSホールディングス硬式野球部
YBSホールディングス硬式野球部（ワイビーエスホールディングスこうしきやきゅうぶ）は、兵庫県赤穂市に本拠地を置き、日本野球連盟に所属する社会人野球の企業チーム。
かつては加古郡播磨町に本拠地を置くクラブチームで、旧チーム名はYBS播磨（ワイビーエスはりま）、全播磨硬式野球団（オールはりまこうしきやきゅうだん）。

## 概要
1996年に、兵庫県初の硬式野球クラブチームとして播磨町で創部。当初は他のクラブチームにも歯が立たない状態であったが、近年、他チームからの移籍選手の受け入れなどで、公式戦において企業チームを破ったり、都市対抗野球で補強選手を供出するなど、実力をつけている。
2003年、全日本クラブ野球選手権大会に初出場し初勝利をあげた（2回戦敗退）。
2020年より姫路市の建設会社・吉田組（現YOSHIDA GC）と連携して部員の確保、資金援助を受けている
2021年6月14日、チーム名をYBS播磨に変更することを発表した。
2021年時点は、兵庫県内にあるクラブチームでは最古のチームであった。また、社会人チームのみならずヤングリーグ加盟チーム（全播磨硬式野球団ヤング）を併設しており、少年野球の指導を積極的に行っている。
2023年12月21日をもってYBS播磨としてのクラブ登録での活動を終了し、2024年度よりチーム名をYBSホールディングスに変更し、企業登録で活動する。また、同年度から赤穂市が連携協定を結び、本拠地を同市に移した（実際には前年夏より同市を練習拠点としている）。

## 設立・沿革
- 1996年 - 『全播磨硬式野球団』として創部
- 2003年 - 全日本クラブ野球選手権大会に初出場（2回戦敗退）
- 2021年6月14日 - チーム名を『YBS播磨』に変更
- 2024年 - チーム名を『YBSホールディングス』に変更、クラブチーム登録から企業登録に切り替え

## 主要大会の出場歴・最高成績
- 全日本クラブ野球選手権大会　出場1回
- ナショナルクラブベースボールシリーズ　出場2回
- JABA高砂市長杯争奪大会　優勝1回（2004年）
- JABAびわこ杯争奪社会人クラブ野球大会　優勝1回（2001年）

## 元プロ野球選手の競技者登録
- 赤松一朗 - 監督→部長（元：阪神タイガース）
- 北川公一 - コーチ→退団（元：大阪近鉄バファローズ）
- 福泉敬大 - 投手（2017年）→コーチ（2018年）→退団（元：読売ジャイアンツ）
- 加藤廉 - 内野手（2025年 - ）（元：読売ジャイアンツ）